# Sabri al-Banna
« Abou Nidal » redirige ici. Pour les autres significations, voir Abou Nidal (homonymie).
Pour les articles homonymes, voir al-Banna.
Sabri Khalil al-Banna (en arabe : صبري خليل البنا), connu sous le nom d’Abou Nidal (en arabe : أبو نضال, en français : « le père de Nidhal »), né en mai 1937 à Jaffa et mort le 16 août 2002 à Bagdad, est le fondateur du Fatah-Conseil révolutionnaire (Fatah-CR), un mouvement palestinien dissident plus connu sous la dénomination d’Organisation Abou Nidal. Au faîte de sa puissance, dans les années 1970-1980, cette organisation extrémiste en conflit ouvert avec Yasser Arafat s'est spécialisée dans l'assassinat des dirigeants palestiniens modérés, défenseurs d'un dialogue avec la gauche israélienne, et dans les opérations anti-juives,,,,.
Abou Nidal a créé le Fatah-CR en octobre 1974, à la suite d’une scission avec le Fatah de Yasser Arafat au sein de l’Organisation de libération de la Palestine (OLP),. Agissant sous sa propre bannière, Abu Nidal aurait ordonné des attentats dans 20 pays, tuant plus de 300 personnes et en blessant plus de 650 autres,. Le groupe a en particulier perpétré les attentats des aéroports de Rome et de Vienne le 27 décembre 1985, au cours desquels des hommes armés ont, simultanément dans les deux aéroports, ouvert le feu sur des passagers aux comptoirs d’El Al, tuant 20 personnes. Le groupe périclite dans les années 1990.
Selon Robert Fisk l'organisation Abou Nidal fonctionnait aussi comme un groupe mercenaire. Certains États arabes, tout particulièrement l'Irak, l'utilisait ponctuellement pour des missions à l'étranger. Patrick Seale, qui a consacré une biographie à Abou Nidal, révèle que celui-ci aurait même travaillé pendant un certain temps pour le Mossad israélien.
Abou Nidal est mort des suites d’un (ou de) tir(s) d’arme(s) à feu dans sa maison de Bagdad en août 2002. Des sources palestiniennes ont affirmé qu’il a été tué sur ordre de Saddam Hussein, alors que les autorités irakiennes ont soutenu qu’il s’était suicidé au cours d’un interrogatoire,. Après l'invasion américaine de l'Irak des documents révélés dans la presse montrent que les services de sécurité irakiens pensaient qu'Abou Nidal travaillait pour les Etats-Unis.

## Jeunesse

### Famille et scolarité

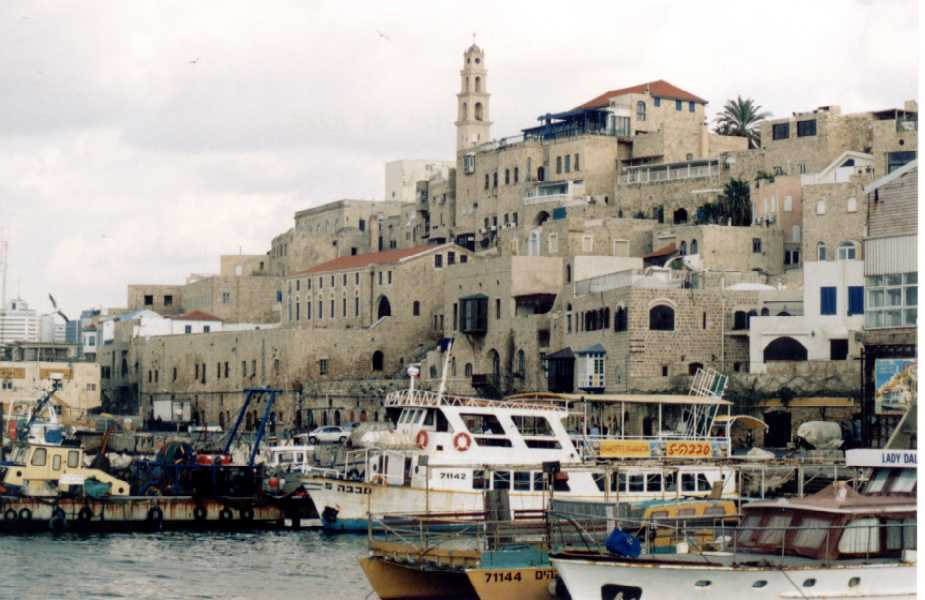
Abou Nidal est né à Jaffa, où il a grandi dans une grande maison en pierre près de la plage.

Abou Nidal est né en mai 1937 à Jaffa, sur la côte méditerranéenne de ce qui était alors la Palestine sous mandat britannique. Son père, Hajj Khalil al-Banna, possédait 24 km2 d’orangeraies entre Jaffa et Majdal (aujourd’hui Ashkelon en Israël) (p. 45-46), (p. 57 pour les orangeraies). La famille vivait luxueusement dans une maison en pierre de trois étages près de la plage, devenue plus tard un tribunal militaire israélien (p. 45-46; 122-123 pour image du tribunal).
Muhammad Khalil al-Banna, le frère d’Abou Nidal, a raconté à Yossi Melman (en) :

« Mon père était l’homme le plus riche de Palestine. Il vendait environ 10 % des récoltes d’agrumes expédiées de Palestine en Europe – surtout en Angleterre et en Allemagne. Il possédait une résidence estivale à Marseille en France et une autre à Alexandrette, ville alors syrienne et plus tard turque, ainsi que de nombreuses maisons en Palestine même. La plupart du temps, nous vivions à Jaffa. Notre maison avait environ vingt chambres et, nous autres enfants, nous descendions nager dans la mer. Nous avions également des écuries avec des chevaux arabes et l’une de nos maisons à Ashkelon avait même une grande piscine. Je pense que nous étions alors la seule famille palestinienne possédant une piscine privée (p. 45).
[...] Le kibboutz nommé Ramat HaKovesh (en) a jusqu’à maintenant un terrain appelé « le verger al-Banna ». Mon frère et moi en avons conservé les titres de propriété même si nous savons très bien que ni nous, ni nos enfants, n’avons aucune chance de le récupérer (p. 47). »

La prospérité de Khalil al-Banna lui permit d’avoir plusieurs épouses. Dans une interview accordée à Der Spiegel, Abou Nidal a indiqué que son père avait 13 épouses, 17 fils et 8 filles. Yossi Melman écrit que la mère d’Abou Nidal fut sa huitième épouse (p. 46). D’autres sources indiquent qu’elle fut la seconde épouse. Elle avait été l’une des servantes de la famille, une jeune-fille alaouite de 16 ans, mais aurait été en réalité une danseuse de cabaret devenu servante pour approcher le père. La famille désapprouvait ce mariage, selon Patrick Seale, et en conséquence Abou Nidal fut méprisé par les aînés de sa fratrie. Par la suite, leurs relations se sont arrangées (p. 58).
En 1944 ou 1945, son père l’a placé au collège des Frères de Jaffa (en), un établissement scolaire français des Frères des écoles chrétiennes où il étudia une année (p. 47). Son père est décédé en 1945 quand Abou Nidal avait sept ans et la famille chassa sa mère de la maison (p. 58). Ses frères lui firent quitter le Collège des Frères et l’inscrivirent dans une prestigieuse école musulmane privée de Jérusalem, aujourd’hui connue sous le nom d’école élémentaire Umariya (en). Il y étudia pendant deux ans (p. 48).

### Guerre de Palestine de 1948
Le 29 novembre 1947, l’ONU a approuvé la résolution 181 validant le plan de partage de la Palestine en un état arabe et un état juif, Jérusalem étant placé sous contrôle international. Des combats éclatèrent immédiatement et l’interruption de l’agrumiculture affecta les revenus de la famille (p. 48). À Jaffa, il y eut une pénurie alimentaire, des explosions de camions piégés et un bombardement au mortier par l’Irgoun. Yossi Melman écrit que la famille al-Banna avait eu de bonnes relations avec la communauté juive, mais c’était la guerre et les relations ne les aidèrent pas (p. 48-49). Le frère d’Abou Nidal raconta à Yossi Melman :

« Mon père était un ami proche d’Avraham Shapira, un des fondateurs de l’organisation d’auto-défense juive Hashomer. Il lui rendait visite à sa maison de Petah Tikva ou bien Shapira nous rendait visite à cheval à notre maison de Jaffa. Je me souviens aussi que nous rendions visite au Dr Weizmann [qui deviendra plus tard premier président d’Israël] dans sa maison à Rehovot (p. 48-49). »

Juste avant que les troupes israéliennes ne conquièrent Jaffa en avril 1948, la famille s’était réfugiée dans sa maison près de Majdal. Mais les milices juives conquirent également cette ville et la famille dut à nouveau s’enfuir. Cette fois, elle s'installa au camp de réfugiés de Bureij dans la bande de Gaza, alors sous contrôle égyptien. Yossi Melman écrit que la famille y a passé neuf mois, vivant sous des tentes, dépendant de l’Office de secours et de travaux des Nations unies pour les réfugiés de Palestine dans le Proche-Orient (UNRWA) pour des rations d’huile, de riz et de pommes de terre (p. 49). Cette expérience eut un profond impact sur Abou Nidal (p. 49), (p. 59).

### Installation à Naplouse puis en Arabie saoudite
L’expérience commerciale de la famille al-Banna et l’argent qu’ils avaient réussi à emporter avec eux, leur permirent de se relancer dans les affaires, écrit Yossi Melman (p. 49). Ils avaient toutefois perdu leurs orangeraies, qui faisaient désormais partie du nouvel état d’Israël qui avait déclaré son indépendance en mai 1948. La famille déménagea à Naplouse en Cisjordanie, à l’époque sous contrôle jordanien (p. 46). Abou Nidal y acheva ses études secondaires en 1955 et adhéra au parti nationaliste arabe Baas (p. 100). Il aurait exercé le métier d'enseignant pendant un temps. Et il commença des études supérieures d’ingénieur à l’université du Caire, mais les interrompit au bout de deux ans, sans avoir obtenu de diplôme (p. 50).
En 1960 il partit pour l’Arabie saoudite, où il s’installa comme peintre et électricien, et travailla comme intérimaire pour l’Aramco (p. 50), (p. 64). Il resta proche de sa mère et lui rendit visite chaque année, à Naplouse depuis l’Arabie saoudite, comme l’a raconté son frère à Yossi Melman. C’est en 1962, lors d’une de ces visites, qu’il rencontra son épouse, dont la famille s’était également enfuie de Jaffa. Le couple eut un fils et deux filles (p. 51).

### Personnalité
Abou Nidal n’était souvent pas en bonne santé, si l’on en croit Patrick Seale, et il avait tendance à porter des blousons à fermeture éclair et de vieux pantalons, et buvait du whisky chaque soir vers la fin de sa vie. Il devint, toujours selon Patrick Seale, « maître en dissimulation et subterfuge, n’accordant sa confiance à personne, solitaire et sur la défensive, [vivant] comme une taupe, à l’abri des regards » (p. 56). Ses connaissances disaient qu’il était capable de travailler dur et avait le sens des affaires (p. 57). Salah Khalaf (Abou Iyad), le numéro deux du Fatah, qui sera assassiné par l’Organisation Abou Nidal en 1991, le connaissait bien à la fin des années 1960, quand il le prit sous son aile. Il a raconté à Patrick Seale :

« Il m’avait été recommandé comme un homme plein d’énergie et d’enthousiasme, mais il paraissait timide quand nous nous sommes rencontrés. Ce n’est qu’en faisant plus amplement sa connaissance que j’ai découvert d’autres traits de sa personnalité. Il était d’excellente compagnie, avec une langue acérée et une tendance à rejeter presque toute l’humanité comme espions et traîtres. J’aimais bien ça ! J’ai découvert qu’il était très ambitieux, probablement au-delà de ses capacités, et également très excité. Parfois il se mettait dans de tels états qu’il en perdait toutes facultés de raisonnement (p. 69). »

Patrick Seale suggère que l’enfance d’Abou Nidal expliquerait sa personnalité, qualifiée de chaotique par Abou Iyad et de psychopathique par Issam Sartawi (en), le chirurgien cardiaque dont l’assassinat au Portugal en 1983 a été revendiqué par l’Organisation Abou Nidal (p. 3, 51), (p. 57). Le mépris de sa fratrie, le décès de son père et l’expulsion de sa mère de la maison familiale quand il avait sept ans, puis la perte de son domicile et de son statut social durant le conflit avec Israël, a suscité chez lui une vision complotiste du monde, qui s’est reflétée dans sa direction tyrannique de son organisation. Les épouses des membres (le groupe n’était constitué que d’hommes) n’étaient pas autorisées à se fréquenter et l’épouse d’Abou Nidal était supposée vivre isolée, sans amis (p. 58-59).

## Vie politique

### Impex, Septembre noir

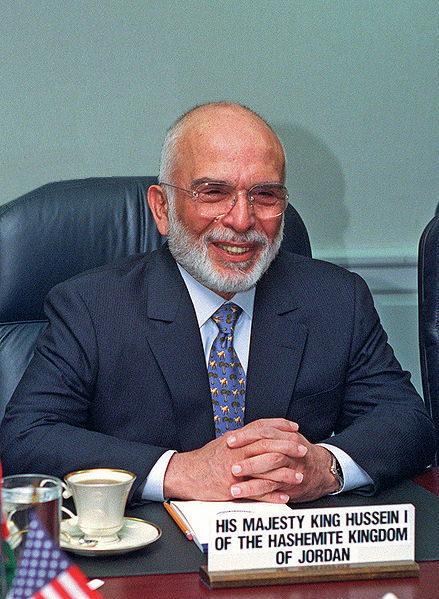
Le roi Hussein de Jordanie en 1997.

En Arabie saoudite, Abou Nidal participe à la création d’un petit groupe de jeunes palestiniens qui se fait appeler l’Organisation palestinienne secrète. Cet activisme lui coûte son emploi et sa maison : l’Aramco le licencie et le gouvernement saoudien l’emprisonne puis l’expulse.
Il retourne à Naplouse avec son épouse et sa famille et rejoint les rangs du Fatah de Yasser Arafat au sein de l’OLP. Employé à des petits boulots, il est engagé dans la politique palestinienne sans être particulièrement actif. Son activisme s'intensifie nettement à la suite de la guerre des Six Jours en 1967 et la victoire d’Israël qui annexe le plateau du Golan, la Cisjordanie et la bande de Gaza. Yossi Melman écrit que « l’entrée des tanks de Tsahal dans Naplouse fut pour lui une expérience traumatisante. La conquête le poussa à l’action » (p. 52).
Il déménage à Amman en Jordanie, y créant une société d’import-export nommée Impex (p. 69). Le Fatah lui demande de se choisir un nom de guerre et il opte pour Abou Nidal (« père de la lutte ») en référence à son fils Nidal (de sorte que son nom de guerre est également un authentique kunya, les hommes ayant pour habitude dans le monde arabe de se faire appeler « père de… » en référence au prénom de leur fils aîné). Il a été décrit par ceux qui l’ont côtoyé à l’époque comme un dirigeant bien organisé, pas un guérillero ; pendant les combats entre les fédayins palestiniens et les troupes du roi Hussein de Jordanie, il reste à son bureau (p. 51), (p. 70).
Impex sert de façade pour le Fatah, comme lieu de réunion et comme circuit de financement. Cela devient le fil conducteur de la carrière d’Abou Nidal. Les entreprises contrôlées par l’Organisation Abou Nidal, aux activités légales, font de lui un homme riche, en même temps qu’elles servent de couverture pour des ventes d’armes et des activités mercenaires (p. 69).
Abou Iyad nomme Abou Nidal en 1968 comme représentant du Fatah à Khartoum au Soudan, puis (sur l’insistance d’Abou Nidal) au même poste à Bagdad en juillet 1970, deux mois avant les événements de Septembre noir, quand, après plus de 10 jours de combats et la perte de milliers de vie, l’armée du roi Hussein chasse les fédayins palestiniens de Jordanie. Patrick Seale écrit que l’absence d’Abou Nidal de Jordanie à cette époque, quand il était devenu clair que le roi Hussein allait passer à l’action contre les Palestiniens, a fait naître dans le mouvement le soupçon qu’il ne pensait qu’à sa propre survie (p. 78).

### Première opération
Peu après les événements de Septembre noir, Abou Nidal commence à accuser l’OLP de couardise sur les ondes de sa station radio en Irak, la « Voix de la Palestine » (sans rapport avec la radio Voix de la Palestine (en)), et ce pour avoir accepté un cessez-le-feu avec le roi Hussein (p. 78). Au cours du troisième congrès du Fatah en 1971 à Damas, Abou Nidal se joint à l’écrivain et militant palestinien Naji Alloush et à Abou Daoud (dirigeant de l’organisation Septembre noir, responsable du massacre de Munich en 1972), pour appeler à plus de démocratie au sein du Fatah et à la vengeance contre le roi Hussein (p. 85-87).

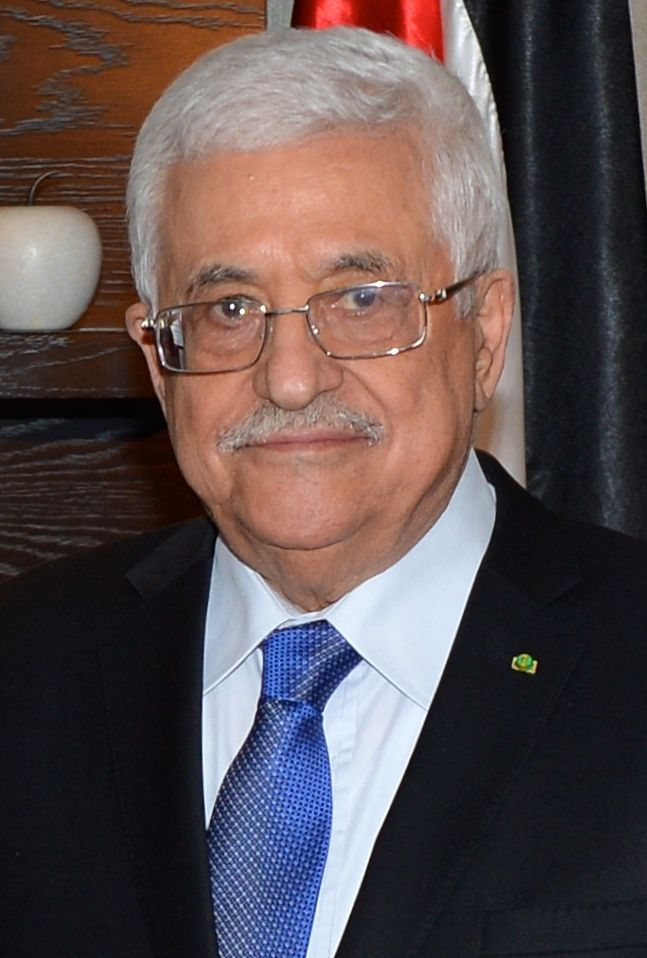
Mahmoud Abbas, président de l'Autorité palestinienne, en 2014.

En février 1973, Abou Daoud est arrêté en Jordanie pour une tentative d’assassinat du roi Hussein. Cela conduit Abou Nidal à mener sa première opération, nommée « Al-‘Iqab » (« le châtiment ») : le 5 septembre 1973, cinq hommes armés entren dans l’ambassade d’Arabie saoudite à Paris, prennent quinze personnes en otage et menacent de faire exploser le bâtiment si Abou Daoud n'est pas libéré (p. 69), (p. 92). Deux jours plus tard, les preneurs d’otage s'envolent vers le Koweit sur un avion de la Syrianair, retenant toujours cinq personnes en otage, puis vers Riyad, menaçant de jeter les otages en l’air depuis l’avion. Le 8 septembre, ils se rendirent et libérèrent les otages. Abou Daoud fut relâché deux semaines plus tard ; Patrick Seale raconte que le gouvernement koweitien a versé 12 millions de dollars au roi Hussein pour cette libération (p. 91).
Le jour de l’attaque, 56 chefs d’état se réunissaient à Alger pour la 4e Conférence du mouvement des non-alignés. Selon Patrick Seale, l’opération contre l’ambassade séoudienne avait été commanditée par le président irakien Ahmad Hassan al-Bakr, pour faire diversion de la conférence, parce qu’il était jaloux que l’Algérie en soit l’hôte. Patrick Seale ajoute que l’un des preneurs d’otage avait reconnu qu’il lui avait été demandé de voler avec les otages jusqu’à la fin de la conférence (p. 92).
Abou Nidal avait mené cette opération sans l’accord du Fatah (p. 69). Abou Iyad (adjoint d’Arafat) et Mahmoud Abbas (ultérieurement président de l'Autorité palestinienne), s’envolèrent pour l’Irak pour raisonner Abou Nidal sur l’impact négatif des prises d’otage sur le mouvement. Abou Iyad raconta à Patrick Seale qu’un officiel irakien présent lors de cette réunion a dit : « Pourquoi attaquez-vous Abou Nidal ? C’était notre opération ! Nous lui avions demandé de l’organiser pour nous ». Ce qui rendit Mahmoud Abbas furieux et lui fit quitter la réunion avec les autres représentants de l’OLP. Patrick Seale écrit qu’à partir de ce moment, l’OLP considéra qu’Abou Nidal était sous le contrôle du gouvernement irakien (p. 92).

### Expulsion du Fatah
Deux mois plus tard, en novembre 1973 (juste après la guerre du Kippour en octobre), l’Organisation Abou Nidal a détourné le vol KLM 861 (en), cette fois sous le nom d’Organisation de la jeunesse nationaliste arabe. Le Fatah était en train de discuter la tenue d’une conférence de paix à Genève ; le détournement avait pour objectif de les prévenir de ne pas s’y engager plus avant. En réponse, Yasser Arafat expulsa Abou Nidal de l’OLP (p. 70, en mars 1974), (p. 97-98, en juillet 1974).
En octobre 1974, Abou Nidal fondait l’Organisation Abou Nidal et la nommait Fatah-Conseil révolutionnaire (p. 99). En novembre de cette même année, un tribunal du Fatah le condamna à mort par contumace pour une tentative d’assassinat sur Mahmoud Abbas (p. 98). Patrick Seale écrit qu’il est peu vraisemblable qu’Abou Nidal ait projeté de tuer Mahmoud Abbas et tout aussi peu vraisemblable que le Fatah ait voulu exécuter Abou Nidal. Il était invité à venir à Beyrouth discuter de la sentence de mort et était autorisé à repartir, mais il était évident qu’il était désormais persona non grata (p. 98). À la suite de quoi, les Irakiens lui transférèrent tous les avoirs du Fatah en Irak, y compris un camp d’entraînement, une ferme, un journal, une station de radio, des passeports, des études à l’étranger et l’équivalent de 15 millions de dollars en armes. Il reçut également les contributions que l’Irak versait à l’OLP : environ 150 000 $ par mois et un versement unique de 3 à 5 millions de dollars (p. 100).

## L’organisation Abou Nidal

### Nature de l’organisation
En plus du Fatah-Conseil Révolutionnaire, l’Organisation Abou Nidal s’est également fait appeler : le Mouvement palestinien de libération nationale, Juin noir (pour des opérations entreprises contre la Syrie), Septembre noir (pour des opérations contre la Jordanie), les Brigades révolutionnaires arabes, l’Organisation révolutionnaire des musulmans socialistes, Révolution égyptienne, Égypte révolutionnaire, « Al-‘Asifa » (« la Tempête », un nom également utilisé par le Fatah), « Al-‘Iqab » (« le Châtiment ») et l’Organisation de la jeunesse nationaliste arabe. Le département d'État des États-Unis a qualifié le Fatah-CR d'« une des organisations terroristes les plus dangereuses du Proche-Orient ».
Le groupe avait eu jusqu’à 500 membres, recrutés parmi les jeunes hommes dans les camps de réfugiés palestiniens et au Liban, où on leur promettait un bon salaire et de l’aide pour prendre soin de leurs familles (p. 6). Ils étaient envoyés dans des camps d’entraînement dans l’un ou l’autre des pays qui soutenaient à l’époque l’organisation (Syrie, Irak ou Libye) et étaient organisés en petites cellules (p. 3). Une fois engagés, ils ne pouvaient plus quitter l'organisation, affirment As'ad Abu Khalil et Michael Fischbach (p. 12). L'organisation prenait un ascendant total sur ses membres, qui lui devaient obéissance absolue. Un membre raconta à Patrick Seale qu’avant de partir à l’étranger on lui avait dit : « Si nous disons « Bois de l’alcool », fais-le. Si nous disons « Marie-toi », trouve une femme et épouse-la. Si nous disons « N’aie pas d’enfant », tu dois obéir. Si nous disons « Va et tue le roi Hussein », tu dois être prêt à te sacrifier ! » (p. 21).
Patrick Seale dit qu’il était demandé aux recrues de raconter par écrit les événements de leur vie, y compris les noms et les adresses de leur famille et de leurs amis, puis de signer un document par lequel ils acceptaient leur exécution si on leur découvrait des contacts d’espionnage. S’ils étaient suspectés, ils devaient réécrire toute l’histoire sans discordances (p. 7, 13-18). Le journal de l'organisation, Filastin al-Thawra, annonçait régulièrement l'exécution de traîtres (p. 12). Abou Nidal croyait que le groupe avait été infiltré par des agents israéliens et il y avait le sentiment qu’Israël pouvait avoir utilisé l’Organisation Abou Nidal pour saper des groupes palestiniens plus modérés. Les experts du terrorisme considèrent que l’idée qu’Abou Nidal soit lui-même un tel agent est « tirée par les cheveux ».

### Comité de justice révolutionnaire
Il y a eu des récits de purges durant les années 1970 et 1980. Environ 600 membres de l’Organisation auraient été tués au Liban et en Libye, dont 171 en une seule nuit en novembre 1987. Ils auraient été alignés, fusillés et jetés dans une fosse commune. Des dizaines auraient été kidnappés en Syrie et tués dans le camp de réfugiés de Badawi. Abou Daoud dit à Patrick Seale que la plupart des décisions d’exécution étaient prises par Abou Nidal « au milieu de la nuit après s’être enfilé toute une bouteille de scotch » (p. 287-289). Les purges amenèrent Atif Abu Bakr, chef du bureau politique de l’Organisation Abou Nidal, à faire défection en 1989 pour retourner au Fatah (p. 307, 310).
Les membres étaient couramment torturés par le « Comité de justice révolutionnaire » jusqu’à ce qu’ils avouent leur déloyauté. Patrick Seale rapporte les récits de torture suivant : la suspension d’un homme nu, fouetté jusqu’à ce qu’il soit inconscient, ranimé avec de l’eau froide puis ses blessures badigeonnées de sel ou de piment ; un prisonnier nu aurait été placé de force dans un pneu de voiture, son dos et ses jambes à l’air, puis fouetté au sang, ses blessures enduites de sel et enfin ravivé à l’eau froide ; les testicules pouvaient être frits dans de l’huile ou du plastique fondu être déversé au goutte-à-goutte sur la peau. Entre les interrogatoires, les prisonniers étaient placés attachés dans de minuscules cellules. Si les cellules étaient pleines, Patrick Seale écrit qu’ils pouvaient être enterrés avec un tuyau dans la bouche pour respirer et boire ; et si Abou Nidal décidait de les tuer, une balle était directement tirée dans le tuyau (p. 286-287).

### Direction du renseignement
La direction du renseignement fut créée en 1985 pour surveiller les opérations spéciales. Elle avait quatre sous-comités : le comité des missions spéciales, le comité du renseignement extérieur, le comité de contrespionnage et le comité libanais. Dirigé par Abd el-Rahman Isa, le plus ancien membre actif de l’Organisation Abou Nidal – Patrick Seale écrit qu’il était mal rasé et d’apparence miteuse, mais charmant et persuasif – la direction maintenait 30 à 40 personnes à l’étranger pour s’occuper des caches d’armes de l’Organisation Abou Nidal dans différents pays. Elle formait le personnel, s’occupait des passeports et des visas et enquêtait sur la sécurité dans les aéroports et ports. Ses membres n’avaient pas le droit de se rendre visite à domicile et personne en dehors de la direction n’était censé savoir qui en était membre (p. 185-187).
Abd el-Rahman Isa a été rétrogradé en 1987, car Abou Nidal trouvait qu’il était devenu trop proche d’autres personnalités de l’Organisation. Toujours prompt à punir ses membres en les humiliant, Abou Nidal insista pour qu’il reste à la direction du renseignement, le forçant à travailler sous les ordres de ses anciens subordonnés, qui, selon Patrick Seale, eurent pour consigne de le traiter avec mépris (p. 188).

### Comité des missions spéciales
Le travail du comité des missions spéciales était de choisir des cibles (p. 183). Il avait pris forme au sein du comité militaire, dirigé par Naji Abou al-Fawaris, qui avait mené l’attaque contre Heinz Nittel (de), dirigeant de la Ligue d’amitié austro-israélienne, tué par balle en 1981 (p. 186). En 1982 le comité devint le comité des missions spéciales, dirigé par le Dr Ghassan al-Ali, qui était né en Cisjordanie et avait été formé en Angleterre, où il obtint une licence et un master de chimie et se maria avec une britannique (dont il divorça ultérieurement) (p. 182). Un ancien membre de l’organisation Abou Nidal raconta à Patrick Seale que Ghassan al-Ali était partisan « des opérations les plus extrêmes et les plus imprudentes » (p. 183).

## Opérations et relations
La liste des attentats attribués à l'Organisation Abou Nidal sous ses différentes appellations est longue mais très incertaine. Comme l'a souligné Abou Bakr dans l'interview accordée au quotidien saoudien Al-Hayat, nombre des attentats qu'il a revendiqués ne lui serait pas imputables et, inversement, des attentats non revendiqués pourraient lui être imputés. C'est ainsi qu'il se serait prévalu de façon répétée d’opérations dans lesquels il n’était pas impliqué, telles que l’attentat à la bombe de Brighton en 1984, le désastre de Valley Parade en 1985, l’assassinat de Zafir al-Masri (en), le maire de Naplouse (assassiné par le Front populaire de libération de la Palestine (FPLP), selon Patrick Seale). Patrick Seale écrit qu’il a également laissé entendre qu’il était derrière l’accident de la navette spatiale Challenger en 1986, en publiant un message de félicitation dans le magazine de l’Organisation Abou Nidal (p. 254).
De fait, l'établissement d'une liste exhaustive et exacte (car documentée) est tâche quasi impossible ; on ne peut que les lui attribuer. Certains pays, tels que la France ou les monarchies de la péninsule arabique, auraient conclu avec Abou Nidal des accords secrets les mettant à l'abri de ses attaques. Patrick Seale, le biographe d’Abou Nidal, a écrit à propos de ces attentats que « leur cruauté aveugle portait la signature d’une opération typique d’Abou Nidal »(p. 243),. « C’était un patriote devenu psychopathe » a écrit David Hirst dans The Guardian. « Il ne servait que ses intérêts, que ses pulsions morbides qui le poussaient à commettre des crimes abominables. C’était le mercenaire parfait ».

### Opérations contre les représentants de l'OLP
En 1978, plusieurs assassinats de représentants officiels de l'OLP, en particulier en Europe, seront attribués à l'Organisation Abou Nidal. Le 4 janvier 1978, Saïd Hammami (en), représentant officiel de l'OLP en Grande-Bretagne, est assassiné à son bureau à Londres. Le 16 juin 1978, Ali Yassin, représentant de l'OLP à Koweït, est assassiné devant son domicile ; l'OLP accusera des « lâches criminels défendus, hébergés et dirigés par les services de renseignements irakiens ». Le 3 août 1978, Ezzedine Kalak, représentant de l'OLP en France, a été assassiné, avec son assistant Adnan Hammad, dans son bureau du boulevard Haussmann à Paris et l'assassinat attribué à l'Organisation Abou Nidal,. La même année, d'autres assassinats de représentants de l'OLP à Bruxelles, à Rome, à Madrid, lui ont été attribués. Le 1er juin 1981, c'est au tour de Naïm Khader, représentant de l'OLP auprès de la Belgique et des instances européennes, d'être assassiné dans la rue, à la sortie de son domicile d'Ixelles. Cet assassinat fut finalement attribué à Juin noir, une branche de l'Organisation Abou Nidal. Le 9 octobre 1981, Majed Abu Sharar, un représentant de l'OLP, fut assassiné par l'explosion d'une bombe à son hôtel à Rome et l'attentat fut revendiqué au téléphone par Al-'Asifa, un groupe rattaché à l'Organisation Abou Nidal.

### Shlomo Argov

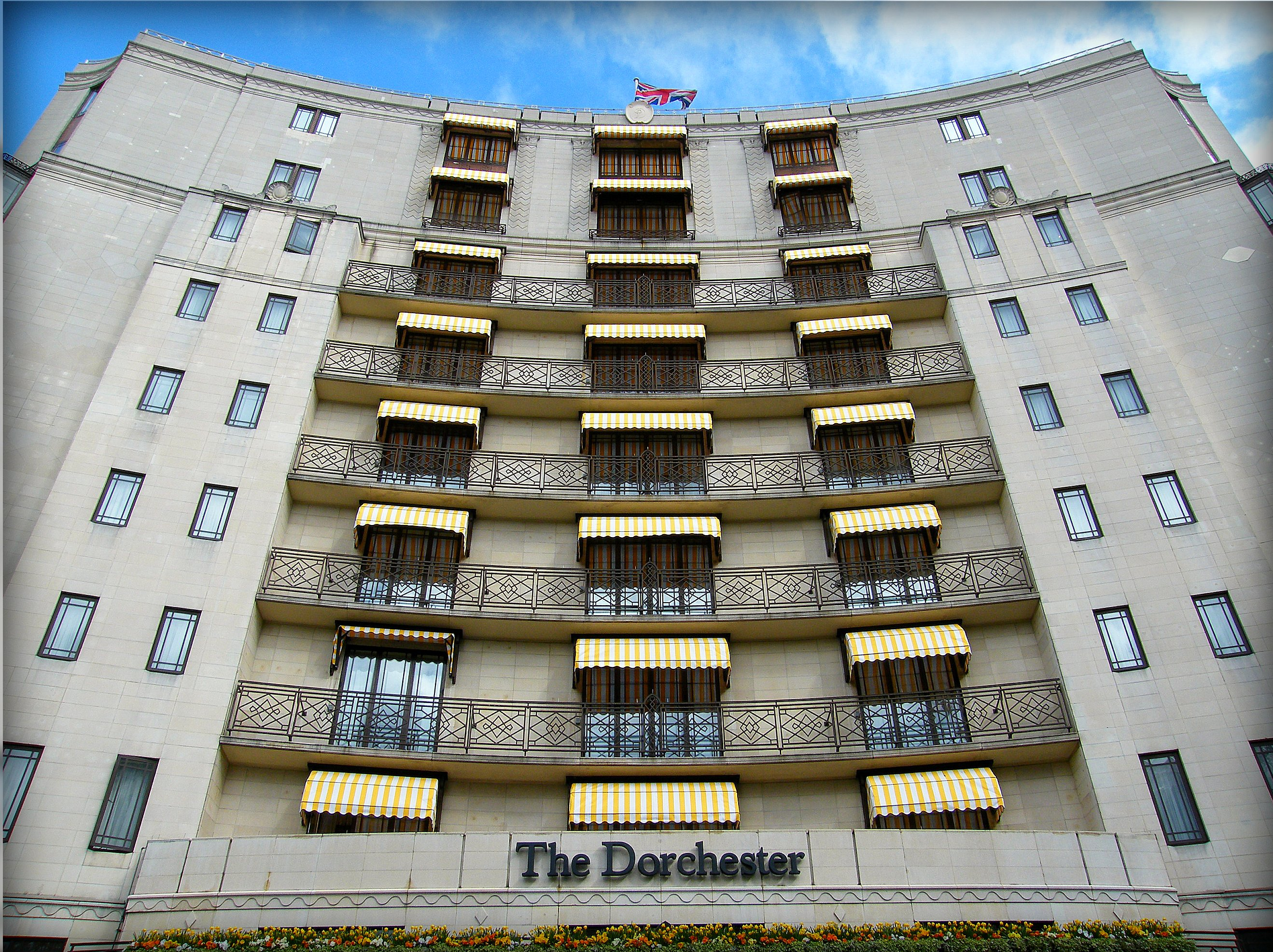
Shlomo Argov fut atteint d’une balle dans la tête en quittant le Dorchester Hotel, à Park Lane, Londres.

Le 3 juin 1982, Hussein Ghassan Saïd, un agent de l’Organisation Abou Nidal, tira une balle dans la tête de Shlomo Argov, l’ambassadeur israélien en Grande-Bretagne. Hussein Saïd était accompagné par Nawaf al-Rosan, un officier des services secrets irakiens, et Marwan al-Banna, cousin d’Abou Nidal. Shlomo Argov survécut après avoir passé trois mois dans le coma et restera handicapé jusqu’à son décès en février 2003. L’OLP rejeta rapidement toute responsabilité dans l’attentat.
Ariel Sharon, alors ministre israélien de la défense, répondit trois jours plus tard par l’invasion du Liban où l’OLP était basée. Une réaction qu’avait prévue Abou Nidal, soutient Patrick Seale. Le gouvernement israélien s’était préparé pour l’invasion et Abou Nidal a fourni le prétexte (p. 223-224). Der Spiegel a fait valoir en octobre 1985 dans une interview que l’assassinat de Shlomo Argov, alors qu’il savait qu’Israël s’apprêtait à attaquer l’OLP au Liban, le faisait apparaître comme travaillant pour les Israéliens, du point de vue de Yasser Arafat. Il répondit :

« Ce qu’Arafat dit à mon sujet ne me préoccupe pas. Pas seulement lui, mais également toute une liste de dirigeants arabes et mondiaux, qui prétendent que je suis un agent des sionistes ou de la CIA. D’autres affirment que je suis un mercenaire à la solde des services secrets français et du KGB soviétique. Les dernières rumeurs sont que je suis un agent de Khomeini. Pendant un temps, ils disaient que nous étions des espions à la solde du régime irakien. Maintenant, ils disent que nous sommes des agents syriens… de nombreux psychologues et sociologues dans le bloc soviétique ont tenté d’examiner cet homme, Abou Nidal. Ils voulaient trouver un point faible dans son caractère. Le résultat a été zéro (p. 120). »

### Rue des Rosiers
Le 9 août 1982, à l'heure du déjeuner, un groupe d'hommes armés et masqués surgit dans le restaurant Jo Goldenberg, rue des Rosiers à Paris, y lance une grenade puis tire sur la foule des clients attablés et des passants. Le bilan de cet attentat sera de 6 morts et 22 blessés. L'enquête, après avoir suivi la piste des Irlandais de Vincennes ou celle d'un groupuscule néo-nazi, reviendra finalement là où elle avait débuté : à l'Organisation Abou Nidal. En 2015, la justice française émet des mandats d'arrêt internationaux contre trois membres de l'organisation.

### Rome et Vienne
L’opération la plus notoire d’Abou Nidal fut l’attentat de 1985 aux aéroports de Rome et Vienne (p. 246). À 8:15 GMT, le 27 décembre, quatre hommes armés ont ouvert le feu sur le comptoir de vente d’El Al à l’aéroport Léonard-de-Vinci de Rome Fiumicino, tuant 16 personnes et en blessant 99 autres. À l’aéroport de Vienne-Schwechat, quelques minutes plus tard, trois hommes ont lancé des grenades sur les passagers attendant aux comptoirs pour s’enregistrer pour un vol pour Tel Aviv, tuant 4 personnes et en blessant 39 autres,. Selon Patrick Seale, on avait raconté aux hommes armés que les gens en tenue civile étaient des pilotes israéliens rentrant d’une mission de formation (p. 244).
L’Autriche et l’Italie avaient été impliquées toutes deux dans des tentatives d’organisation de pourparlers de paix. Des sources proches d’Abou Nidal racontèrent à Patrick Seale que les services secrets libyens avaient fourni les armes. Le tort causé à l’OLP fut énorme selon Abou Iyad, l’adjoint de Yasser Arafat. La plupart des gens en Occident et même de nombreux arabes ne pouvaient faire le distinguo entre l’Organisation Abou Nidal et le Fatah, disait-il. « Quand des choses aussi horribles surviennent, les gens ordinaires ne peuvent que penser que tous les Palestiniens sont des criminels » (p. 245).

### Bombardement de la Libye par les États-Unis

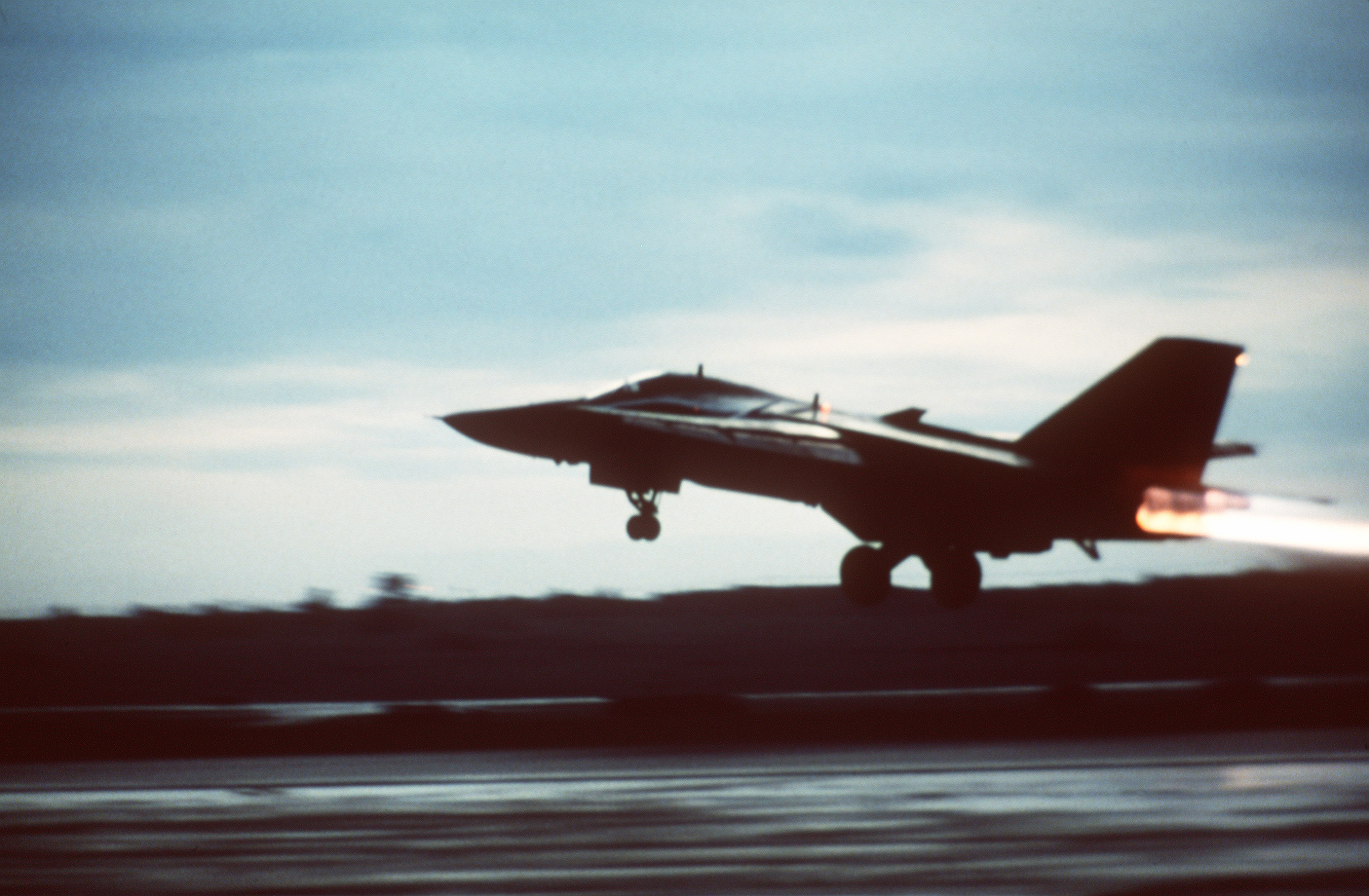
Un bombardier F-111F décollant de RAF Lakenheath en Angleterre le 14 avril 1986, pour bombarder la Libye.

Le 15 avril 1986, les États-Unis lançaient un raid aérien depuis des bases britanniques contre Tripoli et Benghazi en Libye, tuant environ 100 personnes, en représailles à l’attentat à la bombe dans une boîte de nuit à Berlin (en) fréquentée par du personnel militaire des États-Unis,. Parmi les morts du bombardement, il y aurait eu Hanna Kadhafi, la fille adoptive du dirigeant libyen Mouammar Kadhafi ; deux autres de ses enfants auraient été blessés (p. 162).
Le journaliste britannique Alec Collett, qui avait été kidnappé à Beyrouth en mars, fut pendu après le raid aérien par des agents de l’Organisation Abou Nidal ; ses restes furent retrouvés dans la plaine de la Bekaa en novembre 2009. Les corps de deux enseignants britanniques, Leigh Douglas et Philip Padfield, et d’un Américain, Peter Kilburn, furent retrouvés dans un village près de Beyrouth le 17 avril 1986 ; les Cellules fedayins arabes, une organisation rattachée à celle d'Abou Nidal, revendiquèrent ces assassinats (p. 204 - Kilburn Peter (1924-1986)). Le journaliste britannique John McCarthy fut kidnappé le même jour.

### L’affaire Hindawi
Le 17 avril 1986, soit le jour où les corps des enseignants furent retrouvés et où John McCarthy fut kidnappé, Ann Marie Murphy, une femme de chambre irlandaise enceinte, fut arrêtée à l’aéroport de Londres-Heathrow avec une bombe au Semtex dans le double fond de l’une de ses valises. Elle était sur le point d’embarquer sur un vol El Al de New York à Tel Aviv via Londres. La valise avait été faite par son fiancé jordanien Nizar Hindawi, qui lui avait dit qu’il la rejoindrait en Israël où ils se marieraient (p. 170-174).
Selon Yossi Melman, Abou Nidal avait recommandé Nizar Hindawi aux Services secrets syriens (p. 171). Patrick Seale écrit que la bombe avait été fabriquée par le comité technique d’Abou Nidal, qui l’avait livrée au service de renseignement de l’aviation syrienne. Elle a été envoyée à Londres par valise diplomatique et donnée à Nizar Hindawi. Selon Patrick Seale, il est largement admis que la tentative d’attentat était en réponse à l’atterrissage forcé par Israël deux mois plus tôt d’un avion qui transportait des officiels syriens vers Damas, Israël croyant qu’il transportait des dirigeants palestiniens (p. 248).

### Vol Pan Am 73
Le 5 septembre 1986, quatre terroristes de l’Organisation Abou Nidal ont détourné le vol 73 de la Pan Am à l’aéroport international Jinnah de Karachi au Pakistan, à l’escale du vol rejoignant Bombay à New York, prenant en otage 389 passagers et membres d’équipage pendant seize heures sur le tarmac avant de faire exploser des grenades dans la cabine. Neerja Bhanot, la responsable de cabine du vol, a pu ouvrir une sortie de secours et la plupart des passagers s’enfuirent ; 20 personnes perdirent la vie, dont Neerja Bhanot, et 120 autres furent blessées (p. 190), (p. 252-254). En mars 2004, The Times of India écrit que la Libye avait été à l’origine de ce détournement.

### City of Poros
Le 11 juillet 1988, un homme armé lança des explosifs et tira sur les touristes à bord du City of Poros naviguant entre les îles grecques et Athènes. Cet attentat se solda par 9 morts et des dizaines de blessés. Le même jour, une voiture explosa, vraisemblablement accidentellement à la suite d'une mauvaise manipulation des terroristes, sur un quai désert du Pirée. Les trois auteurs de l'attentat, membres du Fatah-Conseil révolutionnaire (CR), dit groupe Abou-Nidal, furent condamnés par contumace par la justice française le 1er mars 2012

### Relations avec Mouammar Kadhafi

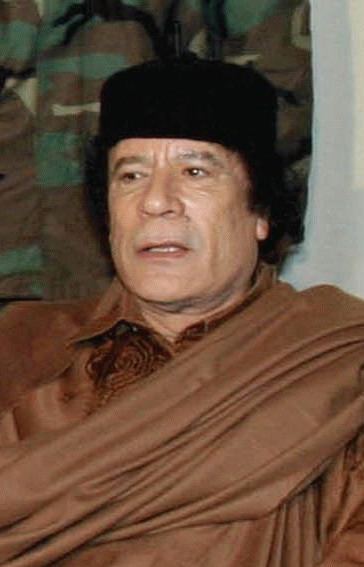
Mouammar Kadhafi.

Abou Nidal commença à transférer son organisation depuis la Syrie vers la Libye au cours de l’été 1986 (p. 255) et s’y est rendu en mars 1987. En juin de cette année, le gouvernement syrien l’expulsa, en partie en raison de l’affaire Hindawi et du détournement du vol 73 de la Pan Am (p. 257).
Abou Nidal et le dirigeant libyen Mouammar Kadhafi seraient devenus de grands amis, l’un et l’autre ayant ce que Marie Colvin et Sonya Murad appelaient une « combinaison explosive de complexe d’infériorité et de foi en une grande destinée ». La relation fournit à Abou Nidal un sponsor et à Mouammar Kadhafi un mercenaire. Patrick Seale considère que l’expérience libyenne a accentué ce qu’il y avait de pire en Abou Nidal. Il ne permettait pas, même aux plus hauts dirigeants de son organisation, de se fréquenter ; il exigeait d’être informé de toutes leurs rencontres. Tous les passeports devaient lui être restitués. Personne ne pouvait voyager sans son autorisation. Les adhérents de base ne pouvaient pas avoir de téléphone ; les dirigeants ne pouvaient passer que des appels locaux. Les membres de l’organisation ne savaient rien sur sa vie quotidienne, pas même où il habitait. S’il voulait recevoir, il s’imposait dans la maison d’un autre membre (p. 258-260).
Selon Abou Bakr, dans une interview de 2002 à Al Hayat, Abou Nidal affirmait qu’il était derrière l’attentat du vol 103 Pan Am qui a explosé au-dessus de Lockerbie en Écosse le 21 décembre 1988 ; un ancien responsable de la sécurité de la Lybian Airlines (à l'époque Lybian Arab Airlines) en a été ultérieurement reconnu coupable. Selon Patrick Seale, Abou Nidal aurait déclaré à propos de Lockerbie : « Nous sommes en partie impliqués dans cette affaire, mais si quelqu’un ne fait ne serait-ce que le mentionner, je le tuerai de mes propres mains ! ». Patrick Seale ajoute que l’Organisation Abou Nidal ne semblait pas y être impliquée ; l’un des collaborateurs d’Abou Nidal lui raconta : « Si un soldat américain trébuchait en n’importe quel endroit du globe, Abou Nidal en aurait immédiatement revendiqué la responsabilité » (p. 255).

### Relations bancaires avec la BCCI
À la fin des années 1980, les services secrets britanniques apprirent que l’Organisation Abou Nidal avait des comptes ouverts à la Bank of Credit and Commerce International (BCCI) à Londres. La BCCI fut fermée en juillet 1991 par les organismes de régulation bancaire dans six pays à la suite de preuves de fraude généralisée. Il avait été dit qu’Abou Nidal lui-même s’était rendu à Londres sous le nom de Shakar Farhan ; un directeur d’agence de la BCCI, qui a transmis au MI5 l’information sur les comptes de l’Organisation Abou Nidal, lui aurait fait visiter plusieurs agences à Londres sans se douter de qui il s’agissait. Abou Nidal utilisait une compagnie nommée « SAS International Trading and Investments » à Varsovie comme couverture pour des trafics d’armes (p. 136). Parmi les transactions de l’entreprise, il faut signaler l’achat d’armes anti-émeute, manifestement pour la Syrie, puis, quand les Britanniques refusèrent l’autorisation d’exportation en Syrie, pour un État africain ; en réalité la moitié de la cargaison est parvenue à la police d’Allemagne de l’Est et l’autre à Abou Nidal (p. 91).

### Assassinat d’Abou Iyad
Le 14 janvier 1991 à Tunis, la nuit précédant l’intervention des forces américaines et coalisées au Koweït, l’Organisation Abou Nidal assassina Abou Iyad, responsable des services secrets de l’OLP, ainsi qu’Abou Al-Hol, chef de la sécurité du Fatah, et Fakhri al-Umari, un autre collaborateur du Fatah ; les trois hommes furent abattus dans la maison d’Abou Iyad. Le tueur, Hamza Abou Zaïd, avoua qu’un agent de l’Organisation Abou Nidal lui avait commandité cette mission. Quand il abattit Abou Iyad, il aurait crié : « Que 'Atif Abou Bakr vienne t’aider maintenant ! », une allusion au dirigeant de l’Organisation Abou Nidal qui avait quitté le groupe en 1989 et qu’Abou Nidal soupçonnait d’être un espion à la solde d’Abou Iyad infiltré dans l’organisation (p. 32, 34, 312). Abou Iyad savait qu’Abou Nidal nourrissait de la haine contre lui, en partie en raison du fait qu’il avait maintenu Abou Nidal à l’écart de l’OLP. Mais la vraie raison de cette haine, comme l’a raconté Abou Iyad à Patrick Seale, était qu’Abou Nidal avait été son protégé à ses débuts dans le mouvement. Du fait de sa personnalité, Abou Nidal n’aurait pas pu reconnaître cette dette. Patrick Seale écrit que l’assassinat « devait être considéré comme un solde de tout compte » (p. 312-313).

## Mort
Après que des agents secrets libyens eurent été inculpés dans l’attentat de Lockerbie, Mouammar Kadhafi tenta de prendre ses distances avec le terrorisme. Abou Nidal fut expulsé de Libye en 1999 et en 2002 il retourna en Irak. Le gouvernement irakien déclara ultérieurement qu’il était entré avec un faux passeport yéménite et une fausse identité,.
Le 19 août 2002, le journal palestinien Al-Ayyam (en) indiqua qu’Abou Nidal était mort trois jours plus tôt des suites de multiples blessures par balles à son domicile à Bagdad, une maison qui, selon le journal, était la propriété des services secrets irakiens (en), les « Mukhabarat ». Deux jours plus tard, le chef des services secrets irakiens, Tahir Jalil Habbush al-Tikriti (en), exhibait des photos de la dépouille d’Abou Nidal aux journalistes, ainsi qu’un rapport médical qui indiquait qu’il était mort après qu’une balle eut pénétré par sa bouche et lui eut perforé le crâne. Tahir Habbush raconta que des officiels irakiens étaient venus à son domicile pour l’arrêter pour des soupçons de conspiration avec des gouvernements étrangers et, après avoir dit qu’il devait se changer, il se rendit dans sa chambre et se tira une balle dans la bouche. Il mourut huit heures plus tard à l’hôpital,.
Jane's indiqua en 2002 que les services secrets irakiens avaient trouvé des documents secrets dans sa maison, relatifs à une attaque des États-Unis contre l’Irak. Quand ils attaquèrent le domicile, des combats éclatèrent entre les hommes d’Abou Nidal et les services secrets irakiens, au milieu desquels Abou Nidal se réfugia dans sa chambre et y fut tué ; des sources palestiniennes racontèrent à Jane’s qu’il avait été atteint par plusieurs balles. Jane’s suggéra que Saddam Hussein l’avait fait assassiner parce qu’il craignait qu’Abou Nidal n’agisse contre lui en cas d’invasion par les États-Unis.
En 2008, Robert Fisk obtint un rapport rédigé en septembre 2002, pour le « bureau du renseignement de la présidence » de Saddam Hussein par « l’unité spéciale de renseignement M4 » irakienne. Le rapport disait que les Irakiens avaient interrogé Abou Nidal à son domicile pour suspicion d’espionnage au profit du Koweït et de l’Égypte et, indirectement, des États-Unis. Il disait également qu’il lui avait été demandé par les Koweïtiens de trouver des liens entre l’Irak et Al-Qaida. Juste avant d’être déplacé vers un lieu plus sûr, Abou Nidal demanda à pouvoir se changer, se rendit dans sa chambre et se tira une balle, indiquait le rapport. Il fut enterré le 29 août 2002 au cimetière musulman d’Al-Karakh à Bagdad et sa tombe porte l’inscription M7.

## Dans la culture
Le téléfilm L'Infiltré, réalisé par Giacomo Battiato et diffusé en 2011 sur Canal+ en France, retrace une partie de la vie d'Abou Nidal.